# Шимон Тавік Франтішек
Шимон Тавік Франтішек ( Šimon Tavík František, 13 травня, 1877, Железніце — 19 грудня, 1942, Прага )— чеський художник, графік і скульптор.

## Життєпис
Народився в містечку Железніце. Художні навички і технології опановував в Празькій Академії мистецтв. Отримав стипендії, що дозволило в студентські роки відвідати частку європейських країн, серед яких були Велика Британія, Франція, Італія, Бельгія . Кошти дозволили жити і працювати в Парижі до 1913 року.
Перша персональна виставка відбулася в місті Прага 1905 року, 1906 року - в Парижі. Художник додав до власного прізвища Тавік, що було дошлюбним прізвищем його матері. Так він підписував власні твори — Тавік Франтішек Шимон.
1913 року він повернувся в Прагу, де обійняв посаду професора в Празькій Академії. Багато подорожував за життя, від Шрі-Ланки до Північної Америки, що відбилося пізніше в його картинах і в графічних аркушах. Активно користувався різними графічними техніками: суха голка, офорт, акватінта. 1917 року був засновником Асоціації чеських художників-графіків Голлар ( Hollar ), яку пізніше очолював. 
Головна тематика творів митця — портрети і автопортрети, оголена жіноча натура, краєвиди міст Праги, Парижа, Нью-Йорка.
Помер 1942 року в Празі на 65 році життя.

## Галерея

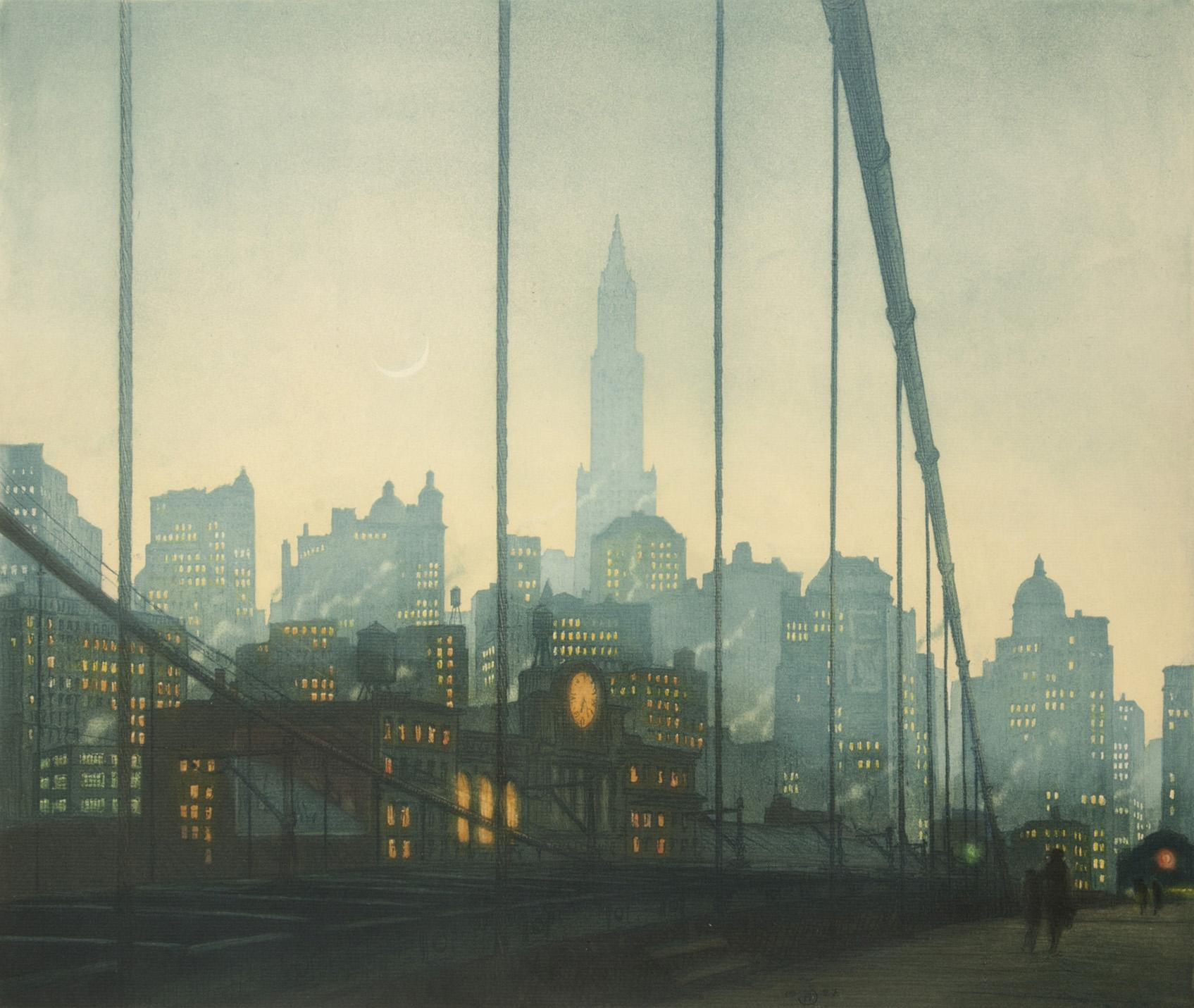
«Нью-Йорк», акватінта
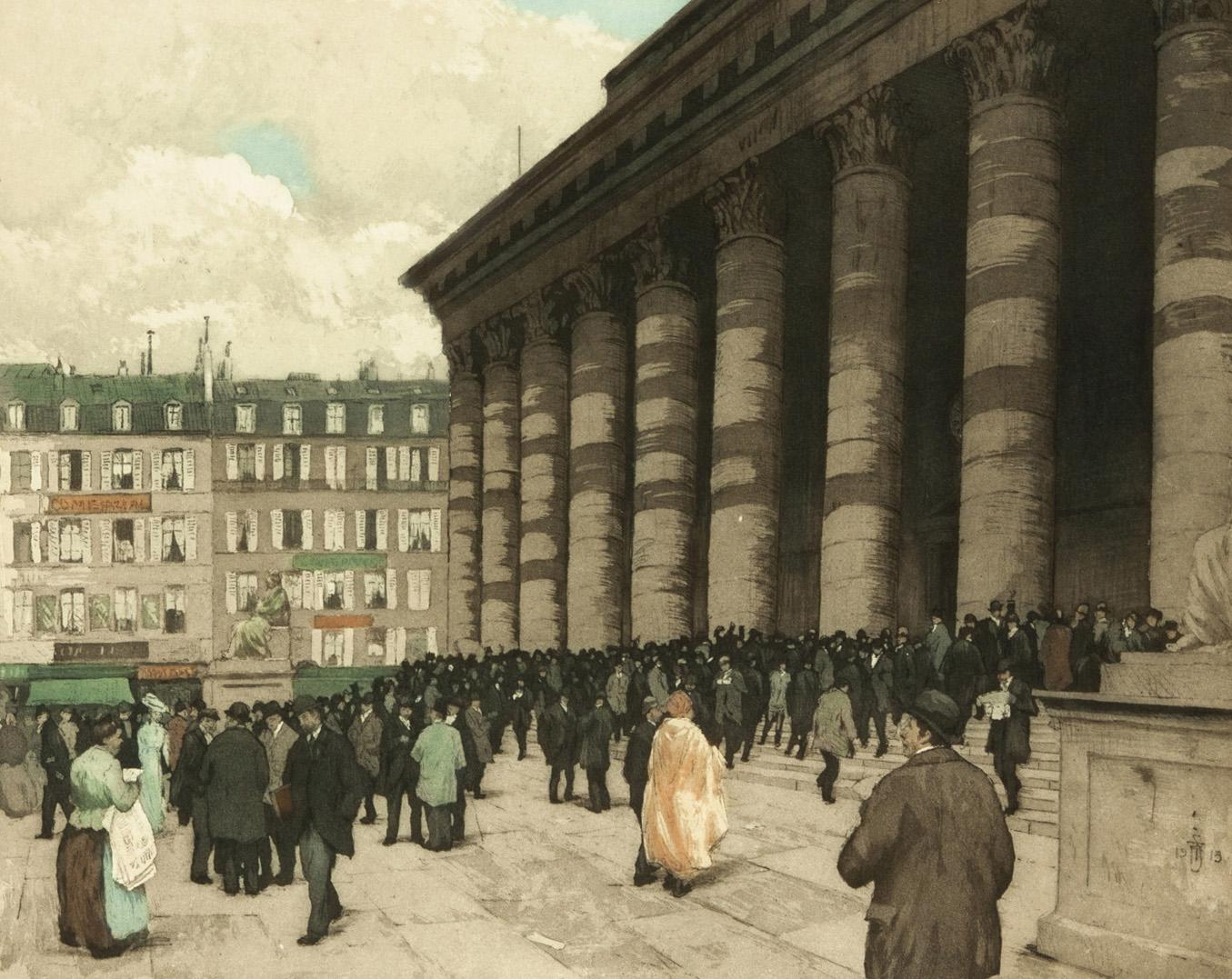
«Біржа в Парижі», акватінта
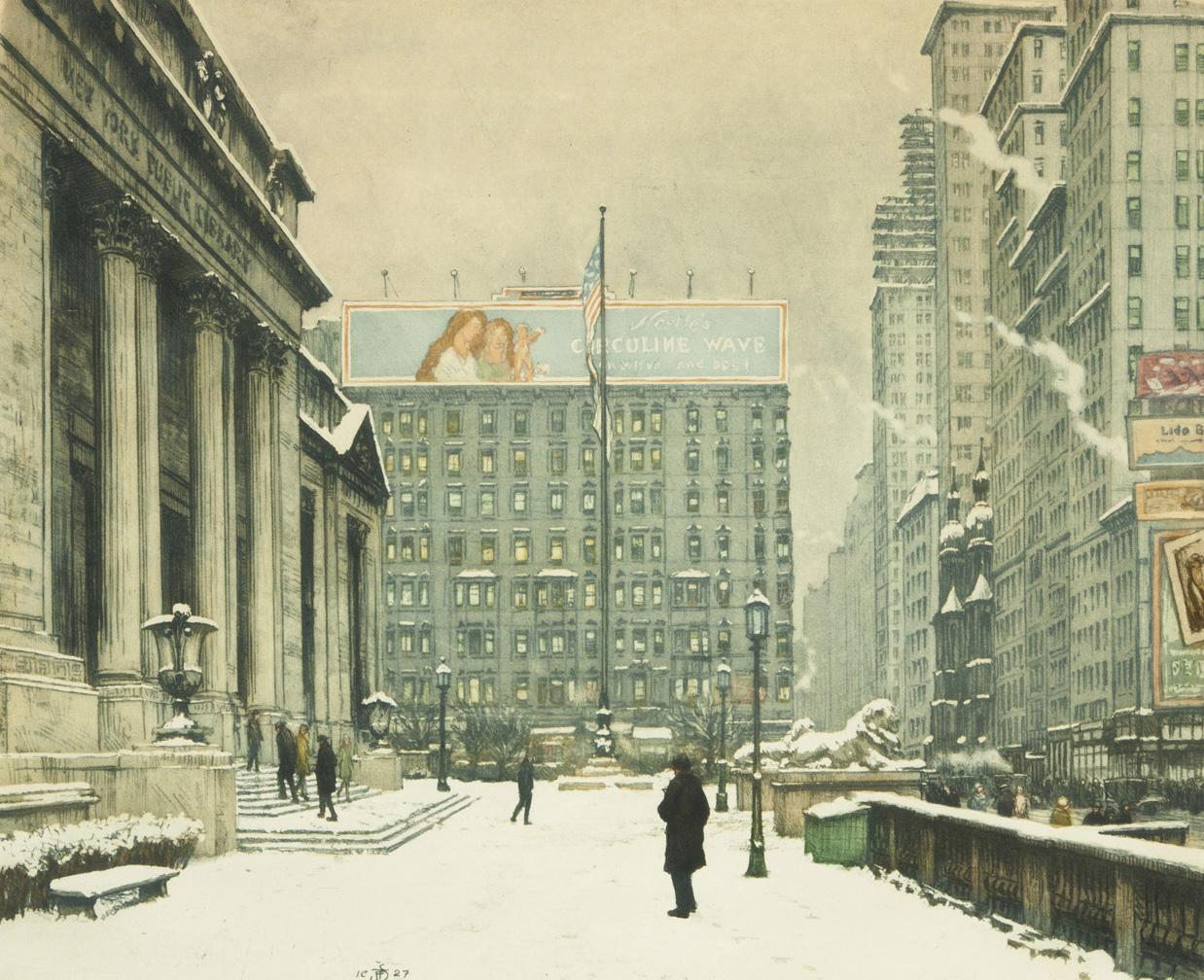
«Нью-Йоркська Публічна бібліотека», офорт і акватінта

## Графічний цикл, присвячений місту Прага

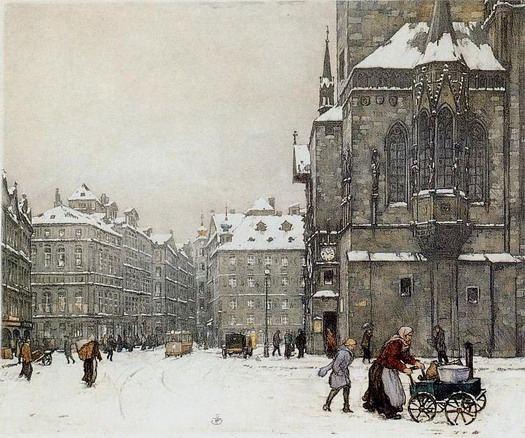
Площа перед храмом взимку, Старомеське наместі, Прага
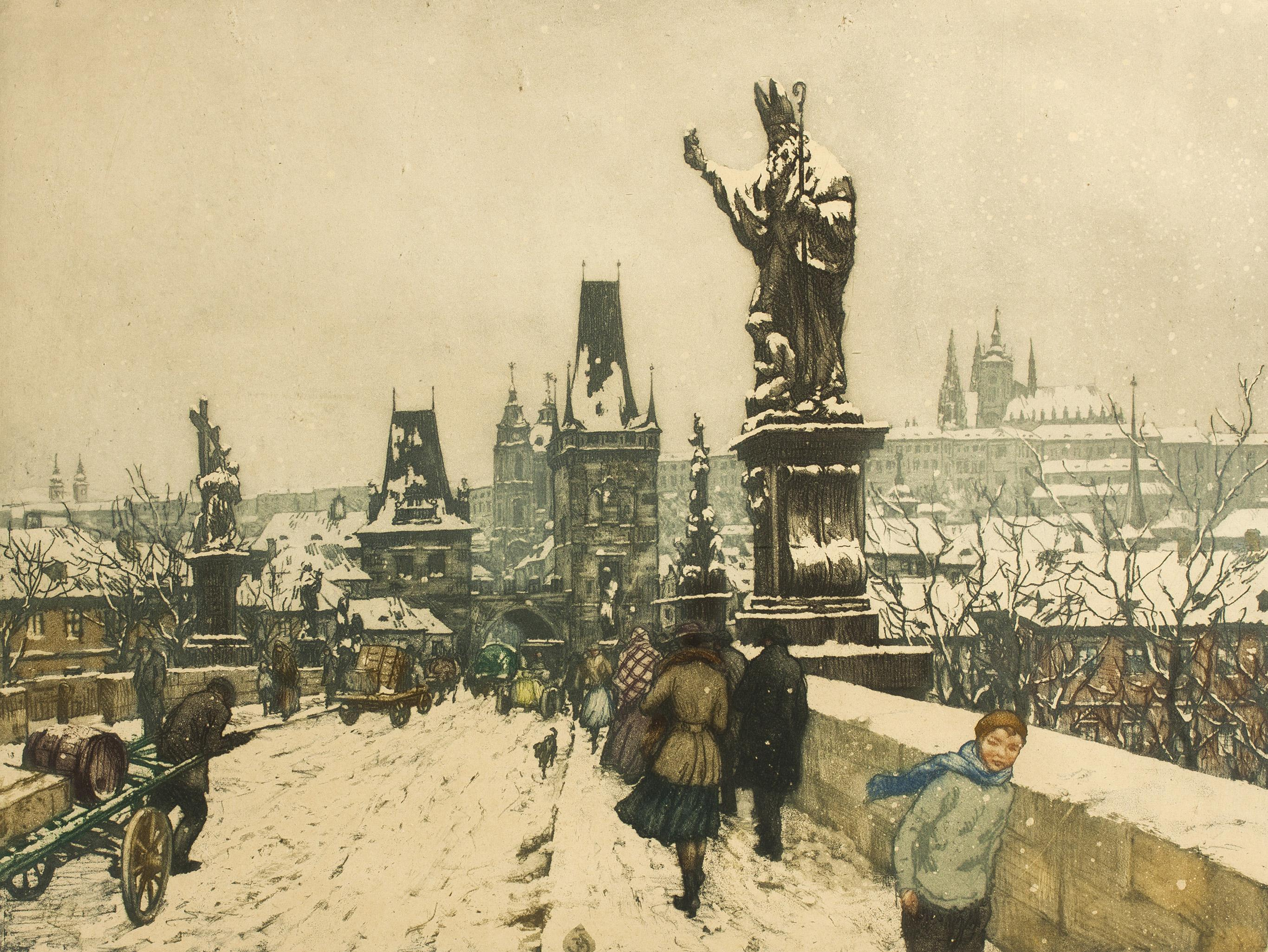
Карлів міст взимку, Прага.
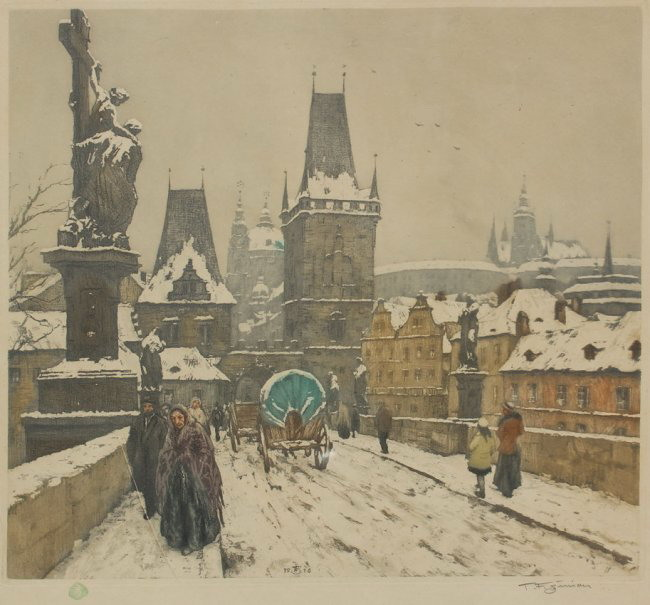
Мешканці Праги на Карловому мосту взимку, офорт, акватінта
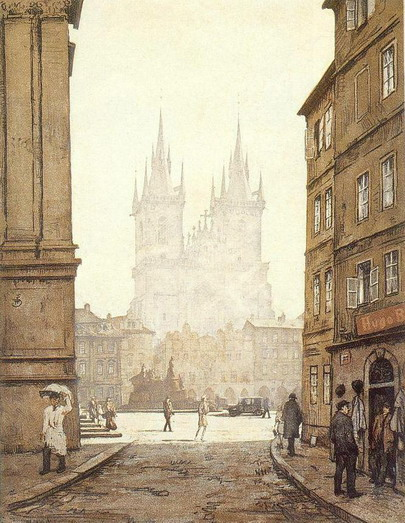
Прага. Тинський храм в ранковому тумані, офорт, акватінта